# 楊卓成
楊卓成（1914年—2006年11月26日）是臺灣地區建築師，生於河北豐潤，著名作品有臺北市圓山大飯店與中正紀念堂等。

## 生平
楊卓成生於1914年，自天津南開中學畢業，入南開大學主修化學，至西南聯大時改習機械工程，再轉中山大學取得建築系學士學位。畢業後，任職於中英合辦之開灤煤礦。1944年，取得建築技師資格。1946年赴臺灣，任職臺北市政府都市計畫科。1953年，創立和睦建築師事務所。
1967年4月30日榮獲第一屆建築金鼎獎（同屆獲獎的還有林慶豐、王大閎、陳其寬、陳仁和、沈祖海、修澤蘭。）
楊卓成因受時任總統蔣中正及夫人宋美齡的賞識，參與許多臺灣戰後重要的地標性建築，包括圓山大飯店、中正紀念堂、國家兩廳院及慈湖陵寢等。楊卓成晚年移居美國，2006年11月26日，病逝於洛杉磯近郊，享耆壽92歲。

## 設計手法
楊卓成擅長使用鋼筋混凝土材料表現中國北方宮殿建築的特色、例如圓山大飯店、中正紀念堂、以及國家音樂廳與國家戲劇院。除此之外楊卓成其他的設計風格也相當多元，像是臺北清真寺是他參考了許多回教建築而設計的；臺灣大學體育館（舊體）是他比較現代風格的設計。楊卓成所設計的中央百世大樓可說是臺灣1980年代的超高層辦公大樓代表作品之一。楊卓成其他的設計還包括與陳其寬合作的中央銀行、台北仰德大樓等。

## 評論
楊卓成的建築有著強烈的中國風格。楊卓成與建築家沈祖海都是臺灣戰後自上海來的第一批建築師。

## 作品一覽
| 國家 | 作品                                   | 圖片 |
| ---- | -------------------------------------- | ---- |
| 臺灣 | 士林官邸（台北市）1950年               |      |
| 臺灣 | 中興新村中興會堂（南投縣）1959年       |      |
| 臺灣 | 台北清真寺（台北市）1960年             |      |
| 臺灣 | 國立臺灣大學體育館（台北市）1962年     |      |
| 臺灣 | 梨山賓館（台中市）1965年               |      |
| 臺灣 | 高雄圓山飯店（高雄市）1971年           |      |
| 臺灣 | 城中大樓（台北市）1972年               |      |
| 臺灣 | 圓山大飯店（台北市）1973年改建落成     |      |
| 臺灣 | 慈湖陵寢（原慈湖賓館）（桃園市）1975年 |      |
| 臺灣 | 中央銀行（台北市）1979年、1984年       |      |
| 臺灣 | 中正紀念堂（台北市）1980年             |      |
| 臺灣 | 基隆文化中心（基隆市）1985年完工       |      |
| 臺灣 | 國家音樂廳（台北市）1987年             |      |
| 臺灣 | 國家戲劇院（台北市）1987年             |      |
| 臺灣 | 中央百世大樓（台北市）1996年完工       |      |

## 外部連結
- 楊卓成 - 文化部國家文化資料庫 （页面存档备份，存于）